# Soňa Červená
Soňa Červená (Praga, 9 settembre 1925 – Praga, 7 maggio 2023) è stata un mezzosoprano, attrice teatrale e scrittrice ceca, con una carriera internazionale come cantante dagli anni '50, prima all'Opera di Stato a Berlino Est e dal 1962 a Berlino Ovest, all'Opera di Francoforte e alla San Francisco Opera. Era conosciuta per la Carmen di Bizet e il suo ruolo caratteristico e principale in Der Rosenkavalier di Richard Strauss, ma si è anche esibita in anteprime mondiali e ha promosso le opere di Leoš Janáček in ceco.
Dopo la sua carriera di cantante, si dedicò alla recitazione al Thalia Theatre di Amburgo, dove lavorò con Robert Wilson. Dopo la caduta della cortina di ferro tornò come ospite nel suo paese d'origine, interpretando il ruolo di Emilia Marty in una produzione Wilson de Il caso Makropulos al Teatro Nazionale di Praga. Ha scritto un'autobiografia e una biografia del suo bisnonno che era un noto costruttore di ottoni.

## Biografia
Nata a Praga il 9 settembre 1925, Červená era figlia dello scrittore ceco Jiří Červený e Žofie Veselíková, e pronipote del costruttore di ottoni Václav František Červený. I suoi genitori furono imprigionati dai nazisti durante la seconda guerra mondiale, il padre finì a Terezín, la madre a Ravensbrück (entrambi i genitori però sopravvissero alla guerra).
Fu così lasciata sola nell'appartamento di famiglia, che la Gestapo prese nel 1943, ad eccezione della sua stanza, per darla a una importante famiglia tedesca con un figlio che violentò Červená.Lei Ha sopportò il suo comportamento per paura e per le promesse di aiutare sua madre perché "suo padre ha un potere illimitato con la Gestapo".
Tra il 1945 e il 1948 fu felicemente sposata con František Slabý, proprietario di una fabbrica di cioccolato. Nel 1948, però, la fabbrica fu nazionalizzata e, sotto la pressione della StB, decise di emigrare; Soňa Červená non si unì a causa della madre.  Non ricevette più alcuna informazione sulla vita o morte del marito, quindi divorziòda lui in sua assenza.  Può essere considerato ironico che l'archivio StB sia stato costruito nell'appartamento di Praga dove lei viveva.
Nel novembre 1948, la StB arrestò la madre di Sonia Červená, che fu trasferita a Pankrác. Sua madre morì in una prigione comunista nel 1948, l'anno del colpo di stato comunista in Cecoslovacchia.  Červená seppe della morte della madre 14 giorni dopo e, con l'aiuto di un patologo, recuperò il corpo per seppellirla segretamente nella tomba di famiglia a Praga.  A Pankrác funzionari dissero a Červená che sua madre si era suicidata ingerendo veleno perché avevano scoperto che si stava preparando a fuggire attraverso il confine. Soňa Červená fu sempre sicura che la verità non fossestata né l'una né l'altra. In un'intervista del 1962 a un giornalista del Los Angeles Times Červená espose il suo dubbio: credeva che le autorità comuniste avessero ucciso sua madre.
Nel 1951 si avvicinò allo scrittore, editore e libraio Jaroslav Podroužek. A quel tempo, la sua casa editrice PAX era già stata nazionalizzata da tre anni e i suoi stessi libri messi all'indice. Inoltre era già in cattive condizioni di salute, anche a causa della lunga custodia cautelare. La relazione durò solo fino all'aprile 1954, quando Jaroslav morì all'età di 41 anni.

### Gli studi
Červená studiò recitazione e canto prima di iniziare la sua carriera nelle commedie musicali all'età di diciotto anni. Poiché la famiglia non aveva soldi per pagare le lezioni di canto, lavorò per tre anni in teatro risparmiando i soldi per le lezioni. Studiò canto con Robert Rozner e Lydia Wegner-Salmowá a Praga prima di iniziare la carriera come interprete con un ensemble di operette a Praga. Fece il debutto operistico professionale nel 1954 alla Janáček-Oper di Brno, dove rimase per i successivi tre anni. Ebbe un grande successo nel ruolo del titolo di Il cavaliere della rosa di Richard Strauss. Ha poi ripetuto il ruolo al Teatro Nazionale di Praga.

### A Berlino Est
Debuttò all'Opera statale di Berlino di Berlino Est nel 1958, sempre come Rosenkavalier. Si esibì spesso in quel teatro e alla Komische Oper Berlin diretta da Walter Felsenstein, fino al 1962, quando lasciò il blocco orientale. I suoi ruoli all'Opera di Stato includevano la Dalinda di Händel nell'Ariodante e Onoria nell'Ezio, Orfeo in Orfeo ed Euridice di Gluck, Cherubino in Le nozze di Figaro di Mozart, Frau Reich in Le allegre comari di Windsor di Nicolai, Končakovna nel Principe Igor' di Borodin, Ol'ga nell'Eugenio Onegin di Čajkovskij, Erda e Rossweisse in L'anello del Nibelungo di Wagner, la seconda fanciulla nell'Elettra di Richard Strauss, una cortigiana in Die Verurteilung des Lukullus di Dessau e il ruolo principale di Tai Yang in un'opera di Jean Kurt Forest. È stata insignita del titolo di Kammersängerin nel 1960 per il suo ritratto di Orfeo, all'epoca la donna più giovane a ottenere il riconoscimento.
Cantò in un'ampia varietà di spettacoli come ospite, tra cui la prima mondiale di Das Bergwerk zu Falun di Rudolf Wagner-Régeny al Festival di Salisburgo nel 1961, alla Semperoper, all'Opera di Stato di Vienna, e al Festival di Primavera di Praga. Nel 1961 registrò la Carmen di Bizet (che divenne il suo ruolo distintivo) con l'Opera di Lipsia diretta da Herbert Kegel e cantata in tedesco.

### Europa occidentale e Stati Uniti

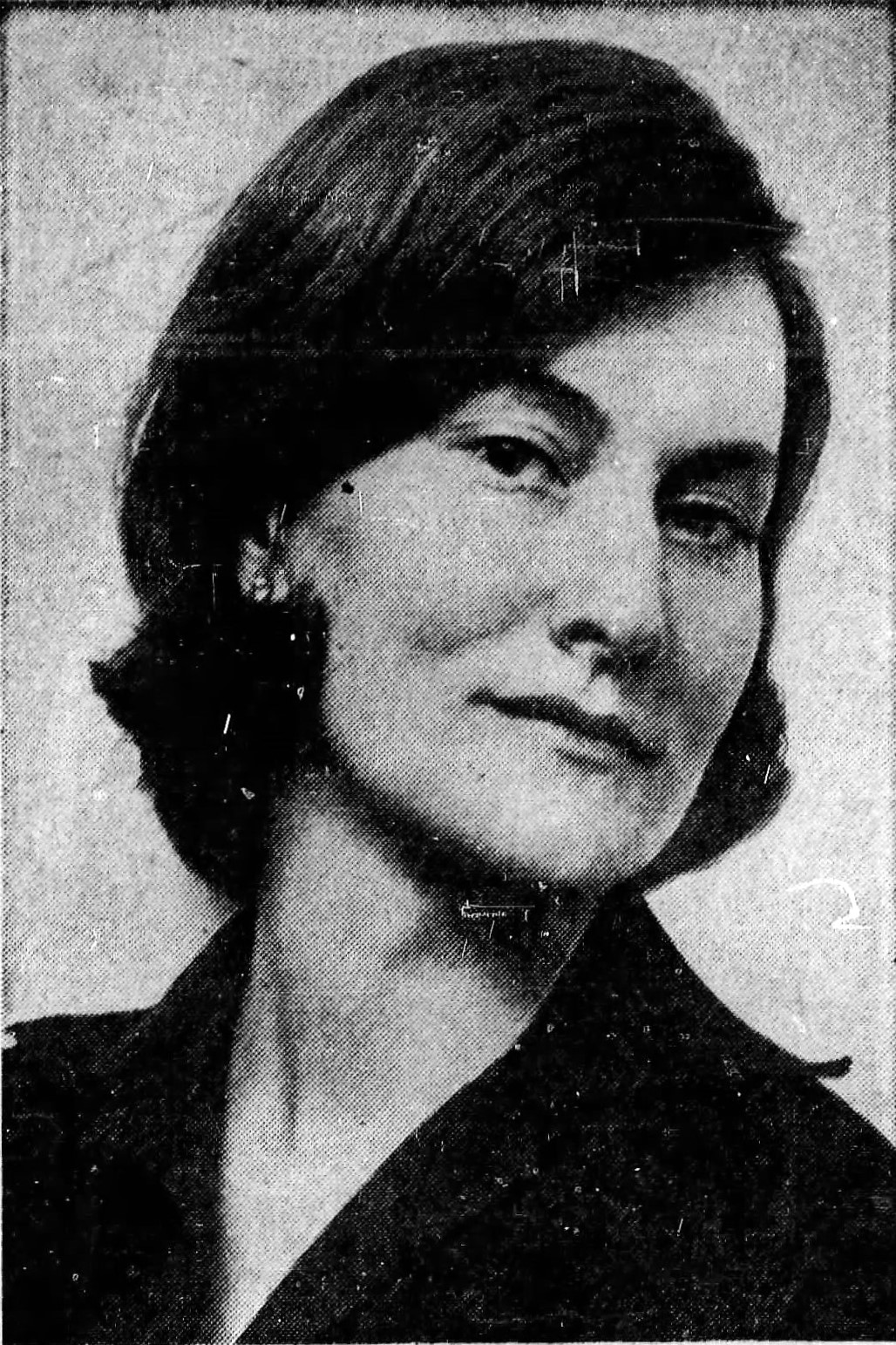
Červená nel 1963

Červená fuggì a Berlino Ovest nel gennaio 1962, dicendo che non poteva cantare in un paese che non era libero. Fu scritturata per la prima volta alla Deutsche Oper Berlin e poi divenne un'artista principale all'Opera di Francoforte, stabilendosi in quella città. Debuttò come Carmen nel 1963. I suoi ruoli inclusero anche la cartomante in L'angelo di fuoco di Prokof'ev e la Kabanicha in Káťa Kabanová di Janáček.  Quest'ultimo venne messo in scena nel 1978 da Volker Schlöndorff nella sua prima produzione operistica, con Hildegard Behrens nel ruolo del protagonista, e fu presentata al Festival di Edimburgo.  Nel 1977 partecipò alla prima produzione a Francoforte di Al gran sole carico d'amore di Luigi Nono.
Apparve alla Scala di Milano, ad Amsterdam e Parigi, al Festival di Bayreuth e al Festival di Glyndebourne, oltre che a Los Angeles e Chicago. Collaborò con direttori come Pierre Boulez, Herbert von Karajan, Rafael Kubelík, Charles Mackerras e Francesco Molinari Pradelli. Červená fece diverse apparizioni al Festival di Bayreuth, tra cui Flosshilde in L'anello del Nibelungo nel 1960, Rossweisse nel 1966 e 1967 e come una donna-fiore nel Parsifal (1962-1963 e 1966-1967). Apparve nel ruolo della contessa Geschwitz in Lulu di Alban Berg in una produzione del 1966 della Staatsoper di Stoccarda, diretta da Wieland Wagner e al fianco di Anja Silja. Al Festival di Edimburgo si esibì anche come Baba il turco in La carriera di un libertino di Stravinskij nel 1967 e diverse volte come Carolina nella Elegie für junge Liebende di Henze.
Negli anni '60, '70 e '80 viaggiò molto, esibendosi in tutto il mondo occidentale. Apparve come Clairon ai festival di Glyndebourne del 1963 e del 1964. Con la London Symphony Orchestra si esibì come solista nella Missa solemnis di Beethoven. Nel 1971 fece il suo debutto alla Lyric Opera di Chicago come Erodiade. Nel 1981 cantò nella prima mondiale di Ghosts di Antonio Bibalo all'Opernhaus Kiel. Nel 1983 interpretò nuovamente Kabanicha, a La Monnaie. È stata determinante nella promozione delle opere di Janáček in ceco.

### Opera di San Francisco

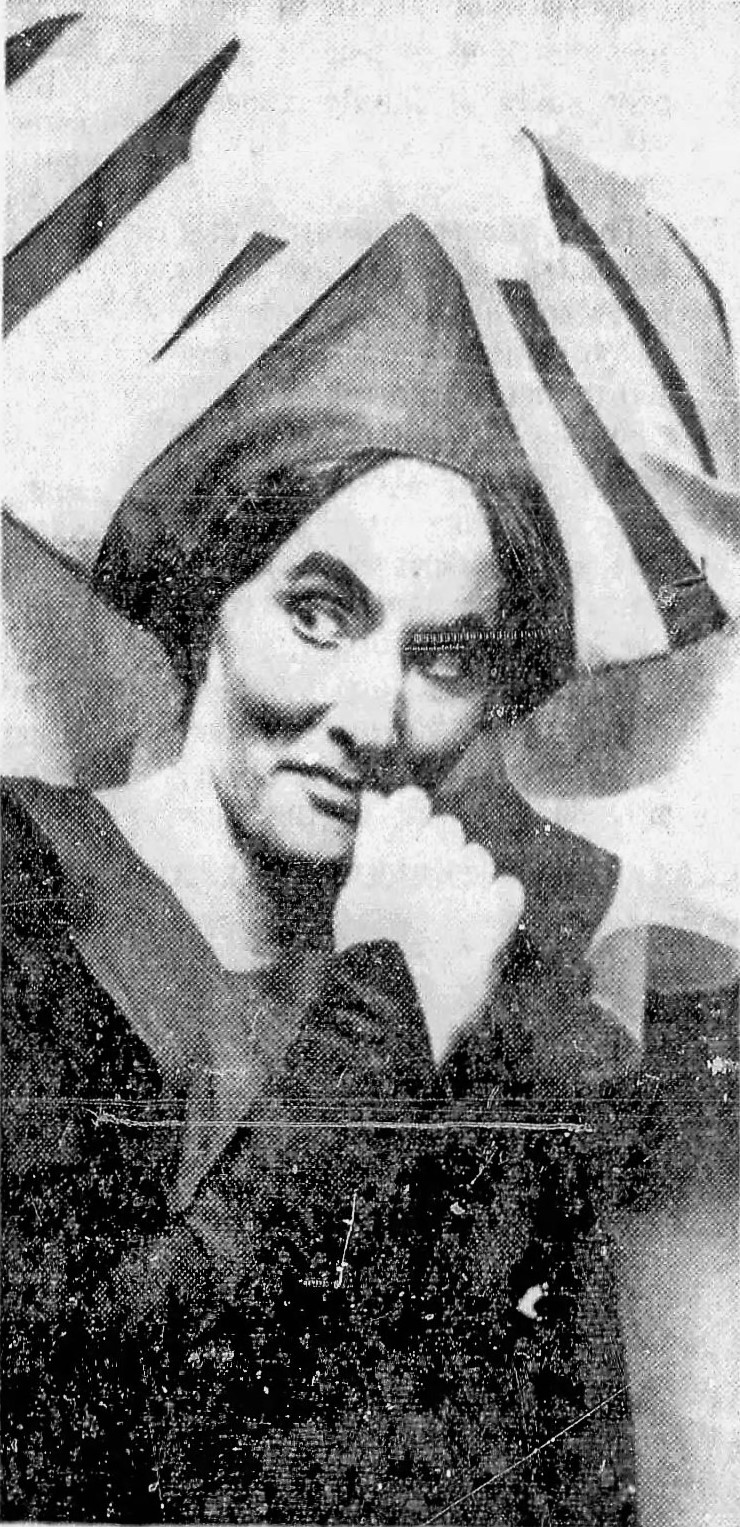
Červená nel ruolo di Quickly in "Falstaff", 1966

Nel 1962, Červená fece il suo debutto negli Stati Uniti alla San Francisco Opera come Carmen.  Una recensione sull'Oakland Tribune elogiò la sua interpretazione per la capacità di recitazione, flessibilità e estensione vocale e la sua "abile capacità di ombreggiatura del tono".  La rivista The Province di Vancouver, Columbia Britannica, definì Červená "magnifica" nel ruolo e definì la performance "la migliore che Carmen abbia mai avuto".  Avrebbe continuato a interpretare il ruolo di Carmen più di 100 volte.
Tornò quasi ogni anno a San Francisco fino al 1971 in ruoli in cui si trasformò dalla bellezza dai capelli scuri Anna in Les Troyens di Berlioz, alla maliziosa Quickly nel Falstaff di Verdi, alla provocatoria Locandiera nel Boris Godunov di Mussorgski, e ancora alla contessa Geschwitz, descritta come una "interpretazione ideale" dall'Oakland Tribune. La sua interpretazione di Berta ne Il barbiere di Siviglia di Rossini venne notata come un'interpretazione comica "straordinaria".  La sua versatilità nel cambiare drasticamente il suo aspetto e la mancanza di paura di apparire brutta, così come la sua formazione nella recitazione e la capacità di cantare, le dettero l'opportunità di interpretare vari personaggi.
I critici della Bay Area di San Francisco notarono anche i suoi ruoli minori, definendo "eccellente" la performance di Červená nei panni di una delle sorellastre malvagie, Tisbe ne La Cenerentola di Rossini, ed "impressionante" il suo ruolo di moglie di un funzionario corrotto nella prima statunitense di The Visitation di Gunther Schuller. Altri ruoli interpretati a San Francisco includevano Azucena ne Il trovatore di Verdi, Clairon in Capriccio di Richard Strauss, la contessa de Coigny nell'Andrea Chénier di Giordano, come Rossweiße, Fricka e la prima Norn nell'Anello di Wagner, Erodiade nella Salomè di R. Strauss, Marcellina in Le nozze di Figaro di Mozart, la marchesa di Birkenfeld in La figlia del reggimento di Donizetti, Marthe Schwertlein nel Faust di Gounod e la madre nella Louise di Charpentier.  La sua interpretazione del principe Orlofsky in Il pipistrello di Strauss ebbe una risposta critica varia. Kenneth Rexroth pensò che fosse perfetta, descrivendo il suo canto come "pieno di colore, carattere e accenti gutturali". Martín Bernheimer d'altra parte descrisse l'Orlofsky di Červená come privo del tono essenziale per la caricatura e notò i suoi problemi con le discese vocali e il testo inglese.
Dopo un'assenza di nove anni, Červená tornò a San Francisco nel 1980 per interpretare la contessa Waldner in Arabella di R. Strauss, Flora in La traviata di Verdi, Mamma Lucia in Cavalleria Rusticana di Mascagni e Starenka Buryjovka in Jenůfa di Janáček.

### Attrice dopo il ritiro dall'opera

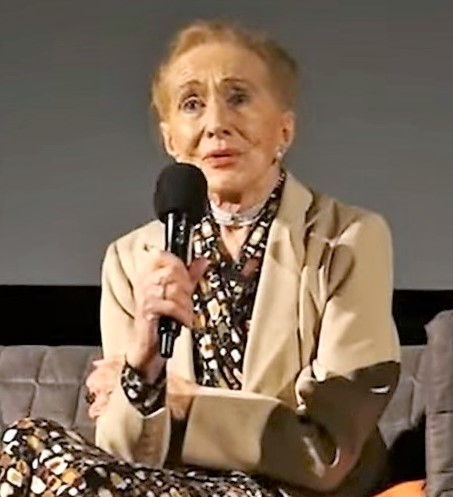
Červená nel 2007

Dopo essersi ritirata dal palcoscenico dell'opera, Červená si trasferì ad Amburgo nel 1989 e si dedicò alla recitazione al Thalia Theatre, dove lavorò con il regista Robert Wilson. Dopo la caduta della cortina di ferro tornò nel suo paese d'origine e interpretò il ruolo di Emilia Marty nell'opera teatrale di Karel Čapek L'affare Makropulos, diretta da Wilson, al Teatro Nazionale di Praga.
Červená si esibì il 29 settembre 2022 nell'oratorio Santa Ludmilla di Jan Zástěra, nella Basilica Lateranense a Roma in occasione della presidenza ceca dell'Unione Europea.
Morì in un ospedale di Praga il 7 maggio 2023, all'età di 97 anni.

## Vita privata
Červená scrisse un libro di memorie, pubblicato nel 1999, Heimweh verboten - Mein Stück Theater- und Weltgeschichte (Homesickness Forbidden - My Piece of Theatre and World History). Scrisse anche una biografia del bisnonno Václav František Červený, uno dei più importanti costruttori di ottoni del XIX secolo, intitolata Grüß Gott, Herr Cerven.

## Premi
Červená ricevette il titolo di Kammersängerin nel 1960.  Nel 2004, fu insignita del Czech Thalia Award;  nel 2008 dell'Alfréd Radok Award come migliore attrice; nel 2013, ebbe sia la medaglia d'oro dal John F. Kennedy Center for the Performing Arts di Washington, sia una decorazione statale ceca.
L'asteroide Červená 26897 prende il nome da lei.